# Quit Playing Games (With My Heart)
«Quit Playing Games (With My Heart)» —en español: «Para de jugar (Con mi corazón)»— es el cuarto sencillo del álbum internacional del grupo musical estadounidense Backstreet Boys. Fue grabado en junio de 1995 en Estocolmo, Suecia, y lanzado en 1996. Llegó al número 1 en Suiza y Austria, número 2 en UK Singles Chart, y número 7 en los Países Bajos. Fue agregado posteriormente en el álbum debut estadounidense de la banda, y fue lanzado como el primer sencillo en el verano de 1997. Llegó al número 2 en Billboard Hot 100, haciéndolo el sencillo más exitoso en la lista. Vendió 2 millones de copias.
El sencillo no fue la primera elección del sello como sencillo del álbum debut estadounidense. Inicialmente querían lanzar la canción producida por Mutt Lange «If You Want It to Be Good Girl», pero la banda se opuso, diciendo que era una de sus peores canciones. El presidente de Jive, Barry Weiss dijo que entre los contendientes serios como primer sencillo también incluía «Anywhere for You» y «All I Have to Give». El grupo quería volver a hacer el vídeo musical, pero el sello se negó, argumentando que tenían la intención de comercializarlo por radio, y no en vídeo. La canción tuvo éxito en última instancia, sin el apoyo de MTV.
En la grabación original de la canción aparece Brian Littrell cantando en ambos versos, con A. J. McLean cantando el puente. Esta versión fue incluida en el lanzamiento de su álbum debut de 1996 y aparece en la versión del álbum debut estadounidense de 1997. Nick Carter era percibido como el miembro más popular del grupo, así que antes que la canción fuera lanzada como sencillo, un año después de haber sido grabada, Max Martin voló a Londres en septiembre de 1996 para volver a grabar el segundo verso con Nick en Battery Studios. Esta versión fue luego añadida al álbum debut de 1996 como un relanzamiento y fue utilizada para promoción en radios y en el vídeo musical. También fue incluía en el relanzamiento de la versión del álbum de Estados Unidos.
Todos los coros de fondo en la canción, que no sea McLean cantando en armonía con él mismo en el puente, son de Littrell y Kevin Richardson, que decidieron terminar la canción mientras los otros miembros estaban almorzando. La canción fue ofrecida inesperadamente al grupo mientras grababan «We've Got It Goin' On» en junio de 1995 en Estocolmo, Suecia. Aceptaron la oferta cuando terminaron de grabar esa grabación en sólo dos días de su sesión planeada.
También hay una versión italiana de esta canción, titulada «Non puoi lasciarmi così», cantada por Backstreet Boys para sus fanes en Italia. La voz principal en los dos primeros versos son cantados por Kevin Richardson y Howie Dorough.

## Video musical
El vídeo musical fue filmado el 17 de octubre de 1996, en Howard Middle School en Orlando, Florida. Fue dirigido por Kai Sehr, y muestra a los integrantes bailando y cantando en una cancha de baloncesto en una noche. A mitad del vídeo, comienza a llover. Los chicos bailan en la lluvia, algunos tienen sus camisas desabrochadas en la segunda mitad del vídeo musical.

## Sencillos
USA CD Prueba
1. «Quit Playing Games (With My Heart)»
2. Extractos: «All I Have to Give», «We've Got It Goin' On», «Hey, Mr. DJ (Keep Playin' This Song)» y «I'll Never Break Your Heart»

USA
1. «Quit Playing Games (With My Heart)» [Versión de video]
2. «Lay Down Beside Me»

Europa CD 1
1. «Quit Playing Games (With My Heart)» [Versión de video]
2. «Nobody but You» [Versión extendida]
3. «Give Me Your Heart»
4. «Quit Playing Games (With My Heart)» [Versión acústica]

Europa CD 2
1. «Quit Playing Games (With My Heart)» [Versión de video]
2. «Christmas Time»
3. «Lay Down Beside Me»
4. «Quit Playing Games (With My Heart)» [Versión acústica]

Inglaterra
1. «Quit Playing Games (With My Heart)» [Versión de video]
2. «Nobody but You» [Versión extendida]
3. «Give Me Your Heart»
4. «Lay Down Beside Me»

Japón
1. «Quit Playing Games (With My Heart)» [Versión de video]
2. «Quit Playing Games (With My Heart)» [Versión acústica]
3. «Anywhere for You»
4. «Don't Leave Me»

USA Vinilo Comercial
1. «Quit Playing Games (With My Heart)» [E-SMOOVE Vocal Mix]
2. «Quit Playing Games (With My Heart)»
3. «Quit Playing Games (With My Heart)» [Jazzy Jim's Mixshow Slamma]
4. «Quit Playing Games (With My Heart)» [Maurice Joshua Club Mix]

Remixes Vinilo Doble
1. «Quit Playing Games (With My Heart)» [E-SMOOVE Generator Mix]
2. «Quit Playing Games (With My Heart)» [E-SMOOVE Reactor Mix]
3. «Quit Playing Games (With My Heart)» [DJ Sneak's Hardsteppin' Mongoloid Mix]
4. «Quit Playing Games (With My Heart)»
5. «Quit Playing Games (With My Heart)» [Jazzy Jim's Mixshow Slamma]
6. «Quit Playing Games (With My Heart)» [E-SMOOVE Vocal Mix]
7. «Quit Playing Games (With My Heart)» [Maurice Joshua Club Mix]
8. «Quit Playing Games (With My Heart)» [E-SMOOVE Generator Beatz]

## Lanzamiento
| País           | Fecha de lanzamiento  | Formato     |
| -------------- | --------------------- | ----------- |
| Europa         | 14 de octubre de 1996 | Radio       |
| Europa         | 29 de octubre de 1996 | CD Sencillo |
| Estados Unidos | 19 de mayo de 1997    | Radio       |
| Estados Unidos | 10 de junio de 1997   | CD sencillo |

### Listas
| Listas (1996)                                | Posiciones máximas |
| -------------------------------------------- | ------------------ |
| Austrian Singles Chart                       | 1                  |
| Begium (Flanders) Singles chart              | 8                  |
| Belgium (Walonia) Singles chart              | 5                  |
| Dutch Singles Chart                          | 7                  |
| European Hot 100 Singles                     | 1                  |
| German Singles Chart                         | 1                  |
| Swedish Singles Chart                        | 15                 |
| Swiss Singles Chart                          | 1                  |
| Lista (1997)                                 | Posiciones máximas |
| Australian ARIA Singles Chart                | 27                 |
| Canadian Singles Chart                       | 3                  |
| Canadian RPM Singles Chart                   | 18                 |
| Irish Singles Chart                          | 10                 |
| New Zealand RIANZ Singles Chart              | 27                 |
| Norweigian Singles Chart                     | 10                 |
| UK Singles Chart                             | 2                  |
| U.S. Billboard Hot 100                       | 2                  |
| U.S. Billboard Hot Latin Songs               | 12                 |
| U.S. Billboard Top 40 Mainstream             | 2                  |
| U.S. Billboard Hot Adult Contemporary Tracks | 2                  |

| Listas de fin de año (1997) | Posición |
| --------------------------- | -------- |
| U.S. Billboard Hot 100      | 11       |
| End of year chart (1998)    | Position |
| U.S. Billboard Hot 100      | 62       |

| Lista (1990–1999)      | Posición |
| ---------------------- | -------- |
| U.S. Billboard Hot 100 | 86       |